# Бертл (Манитоба)
Бертл (енгл. Birtle) је малена варош у југозападном делу канадске провинције Манитоба и део је географско-статистичке регије Вестман. Смештен је на раскрсници локалних путева 83 и 42 у близини административне границе ка Саскачевану.

Према резултатима пописа становништва из 2011. у варошици су живела 664 становника у 341 домаћинству, што је за 0,3% више у односу на 662 житеља колико је регистровано приликом пописа 2006. године.
Привреда варошице и околине углавном почива на пољопривреди и то углавном на узгоју житарица (пшеница, јечам и раж) а успева и уљана репица. Развијено је и говедарство и свињогојство.

## Становништво
| 2011. |
| ----- |
| 664   |